# Rexy Mainaky
Rexy Mainaky, född 9 mars 1968, är en indonesisk idrottare som tog guld i badminton tillsammans med Ricky Subagdja vid olympiska sommarspelen 1996 i Atlanta.